# Monte Alvernia
O Monte Alvernia localiza-se na Ilha Cat, no arquipélago das Bahamas, sendo, com 63 metros acima do nível do mar, o ponto mais elevado do país. 
O monte recebeu seu nome de um padre católico chamado John Hawes, também conhecido como Fra Jerome, que aí construiu um santuário. Hawes era um inglês que passou 17 anos nas Bahamas. Morreu em 1956, pouco antes de completar 80 anos, e foi enterrado em um túmulo preparado por ele mesmo, numa caverna debaixo do santuário. Hawes havia se formado como arquiteto antes de entrar para a igreja, e realizou grande trabalho arquitetônico em igrejas por todo o arquipélago.